# Betty Hay
Pour les articles homonymes, voir Hay.
Elizabeth Dexter "Betty" Hay (2 avril 1927 - 20 août 2007) est une biologiste américaine spécialiste des cellules et du développement. Elle est surtout connue pour ses recherches sur la régénération des membres, le rôle de la matrice extracellulaire (MEC) dans la différenciation cellulaire et les transitions épithélio-mésenchymateuses (TEM).
Hay dirige de nombreuses équipes de recherche qui ont découvert de nouveaux résultats dans ces domaines connexes, ce qui lui a valu de recevoir plusieurs distinctions et prix pour ses travaux. Hay a principalement travaillé avec des amphibiens pendant ses années de régénération des membres, puis elle est passée aux épithéliums aviaires pour ses recherches sur la MEC et la TEM. Elle s'enthousiasme par l'introduction de la microscopie électronique à transmission (MET) au cours de sa vie, qui l'aide à réaliser nombre de ses découvertes tout au long de sa carrière. Par ailleurs Elizabeth Hay est un grand défenseur des femmes dans le domaine scientifique tout au long de sa vie.

## Débuts et formation
Betty Hay naît à Melbourne, en Floride, le 2 avril 1927, de Isaac et Lucille Elizabeth Hay. Elle vit avec ses parents, son frère jumeau et sa sœur. Lorsque la Seconde Guerre mondiale éclate, son père, qui est alors médecin, s'engage dans le corps médical de l'armée américaine. La famille est envoyée à Biloxi, dans le Mississippi. Elle est bientôt transférée à Fort Hays, au Kansas, où elle réside pendant six mois avant que le lieutenant-colonel Hay ne soit déporté aux Philippines. Après une enfance chaotique marquée par de nombreux déménagements et diverses écoles, Hay fréquente le Smith College pendant quatre ans. En 1948, elle obtient son diplôme de licence en sciences biologiques avec la mention summa cum laude.
Tout au long de sa vie, Betty Hay a toujours été intéressée par les animaux. Pendant sa deuxième année au Smith College, elle commence des recherches sur la régénération des membres des amphibiens avec le professeure S. Meryl Rose, qui devient le mentor et l'amie proche de Betty. Hay a également travaillé avec Rose pendant les étés au laboratoire de biologie marine de Woods Hole. L'amour de Betty pour les dessins de diapositives et les animaux disséqués sont quelques-unes des expériences qui ont cimenté son aspiration à poursuivre une carrière en biologie. Rose a fini par convaincre Betty Hay de faire un doctorat en médecine plutôt qu'un doctorat, car il pensait que cela lui offrirait plus de possibilités à l'avenir. Elle obtient donc un diplôme de médecine à Johns Hopkins en 1952 et est l'une des quatre seules femmes de la promotion.

## Biographie professionnelle
En 1953, un an à peine après avoir obtenu son diplôme à Johns Hopkins, Betty Hay rejoint la faculté du département d'anatomie de l'université et poursuit ses travaux sur la régénération des amphibiens et les processus embryologiques. Peu après, Betty Hay déménage à New York pour travailler avec des microscopistes électroniques au Cornell Medical College et à l'Institut Rockefeller. Elle s'installe ensuite à Harvard avec Don Fawcett, qui était l'un de ses collègues à Cornell. Pendant son séjour à Harvard, elle a abandonné l'étude des salamandres pour se concentrer davantage sur la cornée embryonnaire du poussin. En 1969, elle accepte la chaire d'embryologie Louise Foote Pfeiffer. En 1971, Betty Hay devient rédactrice en chef de Developmental Biology. Elle continue de réussir et est élue présidente du département d'anatomie et de biologie cellulaire de Harvard en 1975. Elle travaille dans ce département pendant 18 ans. Betty Hay prend sa retraite du département de biologie cellulaire de la Harvard Medical School en 2005.

## Recherche
Betty Hay est surtout connue pour ses recherches sur la régénération des membres, le processus de transitions épithélio-mésenchymateuses (TEM) au cours du développement et le rôle de la matrice extracellulaire (MEC) dans la différenciation cellulaire. Au début de sa carrière de chercheuse avec Rose, ils se sont concentrés sur l'induction de la régénération des membres chez des animaux qui n'étaient pas capables de se régénérer. Ils ont travaillé sur le traçage de l'origine des cellules dans le blastème régénérant. Par microscopie électronique à transmission (MET), ils ont montré que le blastème qui s'est formé sur la surface amputée du membre de l'amphibien contenait des cellules indifférenciées uniformes. Ces cellules ont perdu tout vestige de leurs myofibrilles ou tout autre signe de différenciation antérieure. Hay a pu montrer les étapes de la perte des myofibrilles par les cellules musculaires différenciées en utilisant le TEM. Elle a confirmé que les tissus des membres ont donné naissance à des cellules de blastème indifférenciées. Grâce à ces recherches, Hay est parvenue à la conclusion finale que les cellules somatiques différenciées du membre de l'amphibien ont conservé suffisamment de force de développement pour régénérer entièrement un membre parfait. En d'autres termes, la régénération du membre s'effectue lorsque les cellules différenciées commencent à se dédifférencier et à devenir des cellules souches.
En 1957, Don Fischman commence comme étudiant en médecine à Cornell et a immédiatement rejoint le laboratoire de Betty en raison de son expérience de premier cycle sur la régénération des membres d'amphibiens. Ils ont tracé les cellules du blastème avec de la thymidine titrée et ont découvert que l'épiderme n'entrait pas dans le blastème. Le blastème était les tissus internes formés, et non les cellules de réserve ou l'épiderme, qui donnaient naissance au membre en régénération. Leurs observations par autoradiographie sur les membres en régénération ont également prouvé que les cellules sanguines mononucléaires sont la source des ostéoclastes. Lorsqu'ils observaient les membres, ils ne pouvaient obtenir des noyaux marqués qu'à partir des monocytes. Par conséquent, Hay a marqué spécifiquement le sang et a montré que les ostéoclastes provenaient des cellules sanguines.
En 1965, Betty Hay rencontre Jim Dobson, qui était un scientifique très doué pour la culture et la croissance de l'épithélium. Betty Hay a besoin de son aide pour prouver que l'épiderme produit du collagène, une idée qu'elle et Jean-Paul Revel avaient initialement postulée. Ils ont utilisé de l'épithélium cornéen aviaire plutôt que de l'épiderme de salamandre afin de fournir davantage d'exemples d'épithélium sécrétant du collagène. Ils ont rédigé une monographie de leurs découvertes, qui est publiée en 1969. Steve Meier les rejoints peu après, et vers 1974, leur laboratoire était connu pour promouvoir la nouvelle idée que la MEC interagissait avec les cellules. Ils ont cultivé l'épithélium cornéen dans tous les types d'ECM et ont pu montrer que l'ECM peut induire la différenciation cellulaire et qu'il interagit directement avec les cellules de l'embryon et de l'adulte. En 1972, Jonathan Bard est venu passer une année postdoctorale dans le laboratoire de Hay, travaillant sur deux projets. Le premier portait sur la morphogenèse de l'endothélium cornéen et ils ont montré, avec Sam Meller, que la contrainte clé de la migration était l'espace. Le second consistait à utiliser l'optique de Nomarski pour étudier comment les fibroblastes cornéens migraient dans le stroma in vivo et dans des gels de collagène (une technique développée par JB et Tom Elsdale en Ecosse). Ces travaux ont montré que l'inhibition du mouvement par contact se produisait in vivo et dans les gels 3D.
Gary Greenburg est ensuite entré dans le laboratoire de Betty en tant qu'étudiant diplômé, et ils ont commencé à travailler avec des embryons de poussins de 48 heures. Ils ont pu voir les épithéliums se transformer en mésenchyme lorsqu'ils étaient suspendus dans des gels de collagène. Jim Fitchett est également entré dans le laboratoire à peu près à la même époque. Il travaille avec Hay en utilisant la TEM pour prouver que l'EMT a supprimé la couture palatine qui se forme lorsque les tablettes opposées fusionnent. En outre, leurs études des voies de signalisation impliquées dans la TEM au cours du développement ont conduit à la découverte que les Smads peuvent activer ces voies dans l'embryon, à la place de la ß-caténine.
De nombreux collègues et confrères scientifiques affirment que la plus grande contribution scientifique de Betty est de révéler le rôle de la matrice extracellulaire dans la régulation du comportement cellulaire, ce qui a conduit à la naissance d'un nouveau domaine, la biologie cellulaire et du développement. Betty Hay pensait que la connaissance de la matrice extracellulaire était essentielle pour comprendre d'autres sujets, notamment le cytosquelette, la migration cellulaire, la forme des cellules et le contrôle de la croissance et de la différenciation cellulaires. Elle affirmait que la base de nombreuses idées scientifiques provenait de la compréhension totale de la composition de la MEC, de sa relation avec la surface cellulaire et de son rôle dans le développement. La passion de Betty pour la science, son dévouement à son travail et son amour de l'enseignement ont contribué à l'héritage qu'elle a laissé.

## Prix et distinctions
Les travaux de Betty visant à révéler le rôle de l'ECM dans la régulation du comportement cellulaire lui ont valu de recevoir plus de vingt prix nationaux et internes. Parmi ceux-ci, citons le Centennial Award et le Henry Gray Award de l'American Association of Anatomists, le FASEB Excellence in Science Award et la E.B. Wilson Medal de l'American Society for Cell Biology. Pendant cette période, Betty Hay est présidente de l'American Society for Cell Biology, de la Society for Development Biology et de l'American Association of Anatomists. Elle est élue à l'Académie nationale des sciences en 1984.

## Chaire Betty Hay
Grâce au don de Betty Hay en l'honneur de ses parents, la chaire Isaac Morris et Lucille Elizabeth Hay en embryologie est créée à l'université Johns Hopkins en 2009,. Peter N. Devreotes est le titulaire actuel de ce rang académique. La chaire Elizabeth D. Hay est créée à la Harvard Medical School en 2014. Junying Yuan est l'actuel titulaire de cette chaire.

## Vie personnelle
L'immense dévouement et la passion de Betty pour ses recherches l'amènent à toujours faire passer sa carrière de chercheuse avant sa vie personnelle. Cela l'a amenée à déménager souvent seule et à laisser derrière elle de bons amis. Elle était toujours plus concentrée sur son travail que sur ses relations. Betty Hay fréquente de nombreux hommes tout au long de sa vie, mais elle a affirmé que les hommes de son époque étaient « simplement à la recherche de femmes au foyer ». Betty Hay ne s'est jamais mariée et n'a jamais eu d'enfants. Vers la fin de sa vie, elle a résidé à Weston, dans le Massachusetts, avec de nombreux chats. Betty Hay meurt d'un cancer du poumon le 20 août 2007, dans un hospice à Wayland, Massachusetts.